# Otocinclus
Otocinclus is een geslacht van straalvinnige vissen uit de familie van de harnasmeervallen (Loricariidae).

## Soorten
- Otocinclus arnoldi Regan, 1909
- Otocinclus batmani Lehmann A., 2006
- Otocinclus bororo Schaefer, 1997
- Otocinclus caxarari Schaefer, 1997
- Otocinclus cocama Reis, 2004
- Otocinclus flexilis Cope, 1894
- Otocinclus hasemani Steindachner, 1915
- Otocinclus hoppei Miranda Ribeiro, 1939
- Otocinclus huaorani Schaefer, 1997
- Otocinclus macrospilus Eigenmann & Allen, 1942
- Otocinclus mangaba Lehmann A., Mayer & Reis, 2010
- Otocinclus mariae Fowler, 1940
- Otocinclus mimulus Axenrot & Kullander, 2003
- Otocinclus mura Schaefer, 1997
- Otocinclus tapirape Britto & Moreira, 2002
- Otocinclus vestitus Cope, 1872
- Otocinclus vittatus Regan, 1904
- Otocinclus xakriaba Schaefer, 1997